# Necip Torumtay
Necip Torumtay (* 1926 in Vakfıkebir, Provinz Trabzon; † 28. August 2011 in Ankara, Türkei) war ein türkischer General, der zuletzt von 1987 bis 1990 Chef des Generalstabes (Genelkurmay Başkanı) der türkischen Streitkräfte (Türk Silahlı Kuvvetleri) war.

## Leben
Nach der Schule besuchte Torumtay die Militärschule (Harp Okulu), die er 1944 als Unterleutnant der Artillerie abschloss. Danach absolvierte er zwischen 1944 und 1946 die Artillerieschule und fand danach Verwendungen in verschiedenen Artillerieeinheiten, ehe er zuletzt selbst Lehrer an der Artillerieschule wurde. Nachdem er 1954 die Militärakademie (Harp Akademisi) abgeschlossen hatte, war er bis 1970 auf verschiedenen Dienstposten und unter anderem Militärattaché an der Botschaft in Japan, Assistent des Auditors sowie Offizier für Planungsangelegenheiten.
1970 erfolgte seine Beförderung zum Brigadegeneral sowie Ernennung zum Befehlshaber der 1. Panzerdivision. Nach einer darauf folgenden Verwendung als Kommandeur der 2. Panzerbrigade war er stellvertretender Leiter der Abteilung Operationsplanung im Supreme Headquarters Allied Powers Europe (SHAPE) der NATO in Mons. Nachdem er 1974 zum Generalmajor befördert worden war, wurde er stellvertretender Leiter der Abteilung Planung und Operation im Generalstab der Türkei und war im Anschluss Befehlshaber der 4. Infanteriedivision.
Nach seiner Beförderung zum Generalleutnant wurde er 1978 Kommandeur der auf Nordzypern stationierten türkischen Streitkräfte (Kıbrıs Türk Barış Kuvvetleri) und war danach zunächst Leiter der Operationsabteilung sowie zuletzt Leiter der Abteilung für allgemeine Planungen und Grundsatzpolitik des Generalstabes.
1982 wurde Torumtay zum General befördert und war als solcher zuerst stellvertretender Vorsitzender und stellvertretender Generalsekretär des nach dem Militärputsch vom 12. September 1980 eingesetzten Nationalen Sicherheitsrates (Millî Güvenlik Konseyi) sowie später Generalsekretär dieses Gremiums. Daneben war er stellvertretender Generalstabschef sowie von 1984 bis 1985 zugleich Nachfolger von Necdet Öztorun als Oberkommandierender der 1. Armee.
Am 2. Juli 1987 folgte er abermals General Necdet Öztorun, diesmal als Oberkommandierender der Landstreitkräfte (Türk Kara Kuvvetleri). Bereits 22 Tage später wurde Torumtay schließlich am 24. Juli 1987 Nachfolger von Necdet Üruğ als Chef des Generalstabes. Zuvor gab es Spekulationen darüber, dass der vom Generalstab favorisierte Öztorun selbst Chef des Generalstabes würde. Ministerpräsident Turgut Özal zog allerdings General Torumtay als Nachfolger des bisherigen Generalstabschef Necdet Üruğ vor.
Das Amt des Generalstabschef bekleidete Torumtay bis zu seiner auf eigenen Wunsch hin erfolgten Versetzung in den Ruhestand am 3. Dezember 1990. Grund hierfür war seine starke Ablehnung der Linie Özals, der eine militärische Intervention im Zweiten Golfkrieg auf Seiten der anti-irakischen Koalition forderte. Nachfolger wurde daraufhin General Doğan Güreş, der zuvor ebenfalls Oberkommandierender der Landstreitkräfte war.